# 鵬翔中学校・高等学校
鵬翔中学校・高等学校（ほうしょうちゅうがっこう・こうとうがっこう、英称：Hosho Junior & Senior High School）は、宮崎県宮崎市大字恒久にある男女共学の私立中学校・高等学校（併設型中高一貫校）。

## 概要
学校法人大淀学園鵬翔高等学校の母体として、1922年(大正11年)日州高等簿記学校を設立し、現在に至る。旧、宮崎中央高等学校。1989年、鵬翔高等学校へ改称。2003年に鵬翔中学校が開校し、中高一貫教育を提供している。宮崎県内でも有数のサッカーの強豪校である。（全国出場は計12回、内、優勝1回）
建学の精神
- 『実学・協調』

教育方針
- 実力養成の教育(知育)
- 良識ある人間の育成(徳育)
- 不撓不屈の精神の涵養(体育)

## 沿革
- 1922年（大正11年） - 日州高等簿記学校設立。
- 1931年（昭和6年） - 「宮崎高等計理学校」に校名を変更。
- 1944年（昭和19年） - 「宮崎女子経理学校」に校名を変更。
- 1946年（昭和21年） - 「宮崎高等経理学校」に校名を変更。
- 1953年（昭和28年） - 「学校法人大淀学園」設置許可。
- 1964年（昭和39年） - 「宮崎中央高等商業学校」に校名を変更。
- 1965年（昭和40年） - 宮崎中央高等学校として開校。「商業科」「家政科」を設置。
- 1966年（昭和41年） - 「建築科」「土木科」増設。
- 1975年（昭和50年） - 「衛生看護科」を増設。
- 1981年（昭和56年） - 文部大臣から認定を受け「衛生看護専攻科」を設置。
- 1985年（昭和60年） - 「普通科（体育専攻）」「機械科」増設。「医療業務科」を増設。
- 1987年（昭和62年） - 「普通科（進学コース）」増設。宮崎産業経営大学開学。法学部法律学科、経営学部経営学科設置。
- 1988年（昭和63年） - 「英数科」増設。
- 1989年（平成元年） - 「鵬翔高等学校」に校名を変更。「体育科」「自動車工学科」「コンピュータ機械工学科」を設置。
- 2002年（平成14年） - 「鵬翔中学校」設置認可。鵬翔高等学校看護科5年一貫教育へ移行。
- 2003年（平成15年） - 「鵬翔中学校」開学。
- 2008年（平成20年） - 「特進英数科」「くらしの科学科」「システム工学科」増設。
- 2013年（平成25年） - 鵬翔高校は、12回目の全国高校サッカー選手権出場をPK戦の末、京都橘を下して宮崎県勢として初優勝した。

## 設置形態
- 中学校
- 高等学校
  - 特進英数科
  - 英数科  
    - 総合進学コース
    - スポーツコース

  - くらしの科学科
    - 医療歯科コース
    - 商業情報コース

  - システム工学科(旧、建築科、機械科、インテリア科）
    - 電子機械コース
    - 自動車工学コース

  - 看護科
  - 看護専攻科

## 系列
- 宮崎産業経営大学
- 昭和学園(月見ケ丘幼稚園、宮崎ひがし幼稚園、本郷幼稚園、認定こども園宮崎西幼稚園 高岡幼稚園、宮崎みなみ幼稚園）
- 栄進学院予備校
- 栄進進学教室

## 看護科・看護専攻科(5年一貫教育)
看護師を目指す人のための専門学科。5年一貫教育により、最短コースでの看護師国家試験受験資格の取得が可能。

## サッカー部
1983年（昭和58年）のサッカー部の創設より、監督は、松崎博美(まつざきひろみ)。
2013年の第91回全国高等学校サッカー選手権大会で宮崎県勢として初優勝した。なお、今大会において、鵬翔は大会1回戦からの6試合のうち、4試合がPK戦での勝ちであった。首都圏開催となった第55回大会以降、1大会で4試合もPK戦に臨んだのは史上最多である。また、準決勝、決勝と2試合続けてのPK勝ちも大会史上初であった。
この優勝を受けて、同年1月26日には優勝祝賀セレモニーが行われ、戸敷正市長から、同校サッカー部に宮崎市栄誉賞スポーツ特別賞が授与された。また、県や市、宮崎商工会議所などの主催で、県庁を発着点にした約2キロのパレードも行われた。パレードでは、松崎博美監督らユニホーム姿の部員74人、マーチング部、市スポーツ少年団ら総勢300人が行進し、3万人(主催者発表)が集まった。

### 不祥事
2017年11月、サッカー部の複数の部員が前年夏に宮崎市の居酒屋で飲酒や喫煙をしていたことが発覚した。非常勤講師の女性教員も同席していた。県が情報提供を受け学校に調査を依頼し、学校が部員に聞き取りをしたところ、複数が居酒屋での飲酒と喫煙を認めた。教頭は「野球と違って申告義務がない」として県サッカー協会や県高校体育連盟に報告せず、開催中の第96回全国高等学校サッカー選手権大会の県大会準決勝に引き続き出場させる方針だったが、報道後「今回の問題を重く受け止め、判断した」として出場辞退を発表した。

## 著名な出身者
- 増田誓志 - サッカー選手（元サッカー日本代表）
- 興梠慎三 - サッカー選手（元サッカー日本代表）北海道コンサドーレ札幌
- 北村知也 - サッカー選手
- 河野貴志 - サッカー選手
- 上田常幸 - 元サッカー選手
- 宮路洋輔 - 元サッカー選手（ホンダロックSC監督）
- 中山悟志 - 元サッカー選手（元アテネ五輪予選代表）
- 酒井靖雄 - 元サッカー選手
- 新田大介 - 元サッカー選手
- 長友耕一郎 - 元サッカー選手
- 入船和真 - 元サッカー選手
- 柴暢彦 - 元サッカー選手
- 河野真一 - 元サッカー選手（浦和レッズ初期メンバー、セントラルFC宮崎コーチ）
- GADORO - ラッパー

### その他
- 日野光幸 - 元西都市長、元宮崎県議会議員（宮崎高等経理学校卒）
- 佐藤利洋 - お笑い芸人、嫁恐竜
- 吉富昭仁 - 漫画家

## 備考
- 本校の女子制服、看護専攻科制服は、森英恵によるデザインである[10][11]。
- 2007年、サッカー部監督の松崎博美を中心に、同校のレベル向上を目的に創設されたジュニアクラブ「セントラルFC宮崎」が立ち上げられた(2012年5月1日NPO法人化[12])。なお、第91回全国高校サッカー選手権の優勝時に主将であったMF矢野大樹、GK浅田卓人、DF原田駿哉、日高献盛、FW高妻賢太朗は、同クラブの1期生。DF芳川隼登は2期生。FW北村知也は3期生である[13]。
- 2013年第91回全国高校サッカー選手権に出場した鵬翔は(6年ぶり12回目)、宮崎県勢で史上初のベスト4進出、決勝進出、優勝という記録を残した。なお、当時62歳であった松崎博美サッカー部監督は、今大会の出場チームの中で、最年長の監督であった[14]。
- 東京国立競技場で1月14日に行われる予定であった、第91回全国高校サッカー選手権、鵬翔－京都橘高等学校の決勝戦は、降雪によるコンディション不良のため中止となった。当初は両校優勝という案もあったが、「選手権は特別な大会であり、国立競技場も空いている」等の理由で、「授業のある平日に試合をしない」(高体連関係者)との前提に従い、19日(土曜)への延期が決定。会場の変更はなく、試合開始は午後0時5分。悪天候による延期は、首都圏開催となった1976年度の第55回大会以降では、初めてであった[15]。なお、19日は大学入試センター試験の実施日であったため、ベンチ入りメンバーに受験者がいないことを確認しての開催日決定だった。
- 第91回全国高校サッカー選手権では、準決勝(ベスト4)進出までに、学校側が積み立ててきた遠征費1900万円が底をついた。国立競技場での応援部隊の上京費用など、決勝まで1200万円(金額はともに推定)の追加を迫られたため、佐々木逸夫校長は、自らの名前で地元紙を通して募金をお願いした。また、教員や生徒による街頭での募金活動や、鵬翔高校全国サッカー選手権出場特別後援会による寄付のお願いも行われた[16][17]。